# Chaetoptila angustipluma
Il kioea (Chaetoptila angustipluma (Peale, 1849)) è un uccello passeriforme estinto della famiglia dei Mohoidae. È l'unica specie nota del genere Chaetoptila.

## Etimologia
Il nome scientifico del genere, Chaetoptila, deriva dall'unione delle parole greche χαιτη (khaitē, "pelo lungo") e πτιλον (ptilon, "penna"), col significato di "dalle penne setolose", mentre il nome della specie, angustipluma, deriva dal latino e significa "dalle piume strette", in riferimento alla conformazione delle penne della coda.

Il nome comune di questi uccelli, kioea, rappresenta il termine col quale erano conosciuti in lingua hawaiana, col significato di "che sta dritto" oppure "zampe lunghe".

## Descrizione

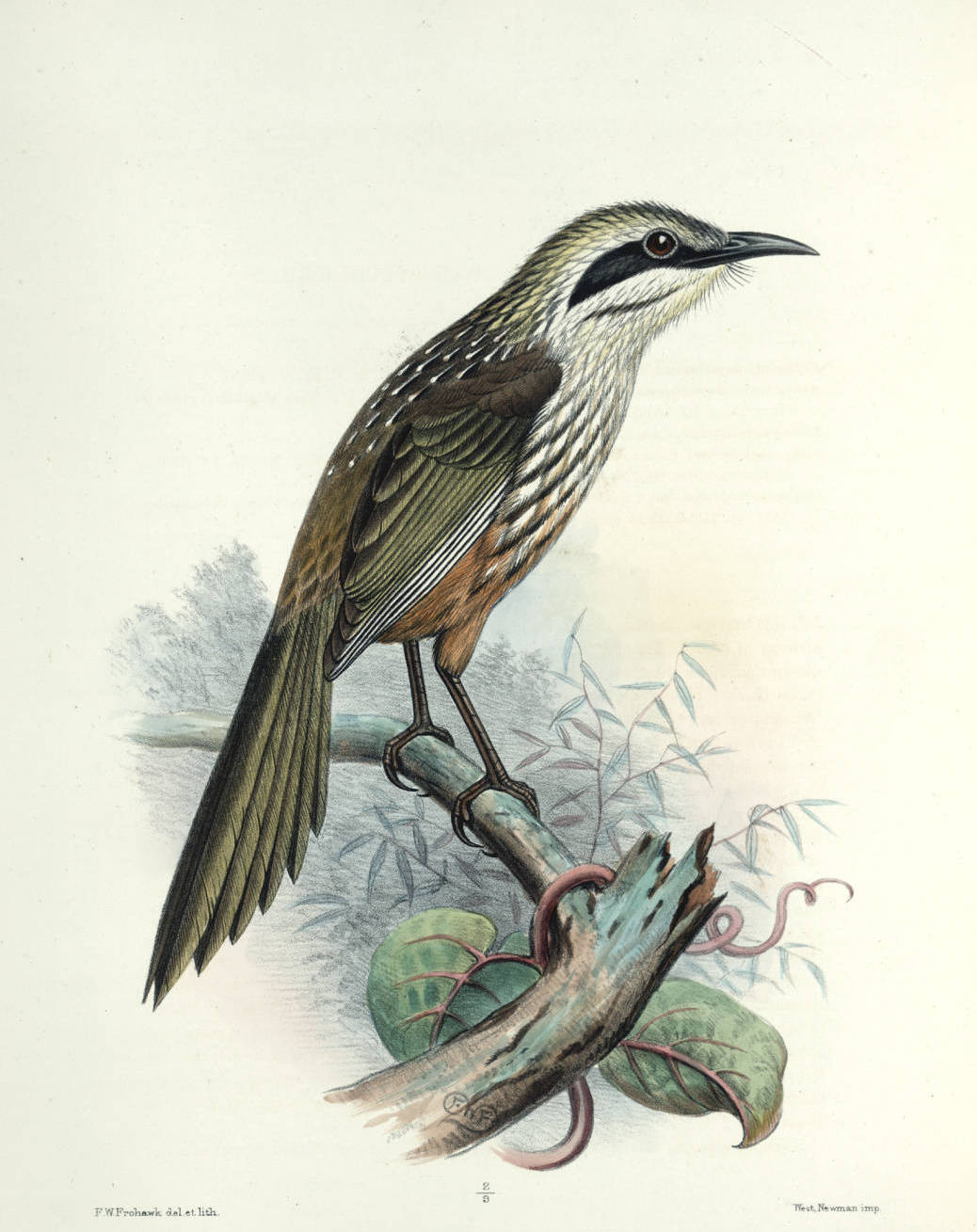
Illustrazione a cura di Frohawk.

### Dimensioni
Misurava fino a 33 cm di lunghezza.

### Aspetto
Si trattava di uccelli dall'aspetto vagamente simile a uno storno o un corridore della strada, dall'aspetto massiccio, muniti di testa allungata con collo corto, becco allungato e appuntito, forti zampe allungate e lunga coda a losanga.
Aveva sommità del capo e collo di colore bruno-nerastro con striature giallo-verdastre, mentre redini, lati della faccia e copritrici auricolari di colore nero uniforme: mento e gola erano di colore bianco, petto e addome bianchi con striature longitudinali marrone scuro, dorso e copritrici di colore bruno-verdastro, groppone di color ocra e coda marrone con margini esterni gialli. Sulla faccia era presente una mascherina facciale nera, che partendo dai lati del becco terminava a punta ai lati del collo.
Il becco e le zampe erano di colore nerastro, mentre gli occhi erano di colore bruno scuro.

## Biologia
Non si conosce quasi nulla sulle abitudini di questa specie, che doveva però essere molto timida e difficile da vedere, tanto che anche gli indigeni hawaiani la conoscevano molto poco.

### Alimentazione
Molto verosimilmente il kioea si nutriva di nettare, insetti e bruchi.

### Riproduzione
Mancano informazioni riguardo alla riproduzione di questi uccelli: essi dovevano tuttavia avere abitudini monogame e nidificare in nidi a coppa, come osservabile in altre specie affini.

## Distribuzione e habitat

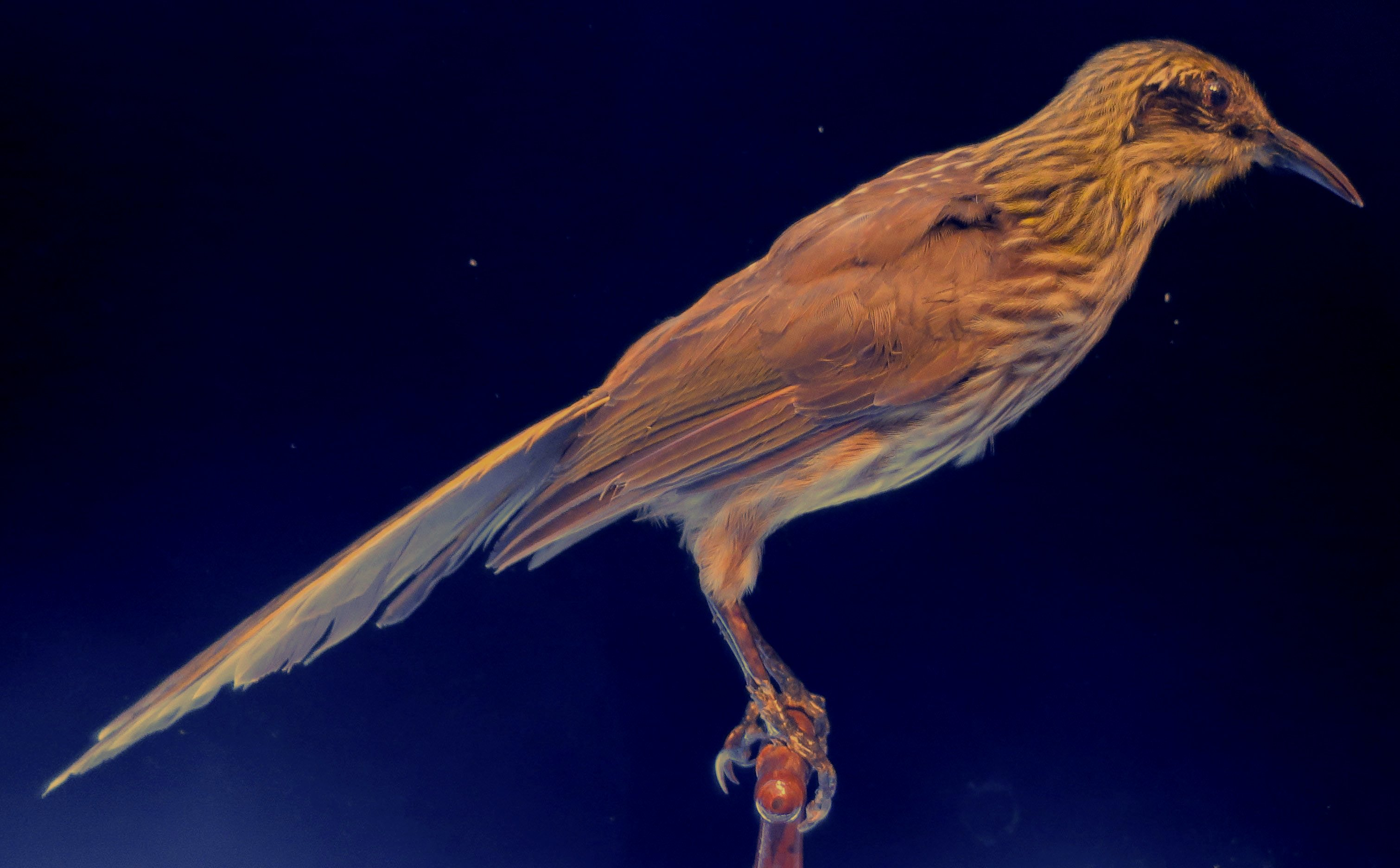
Esemplare impagliato al Museo Bernice Pauhai Bishop.

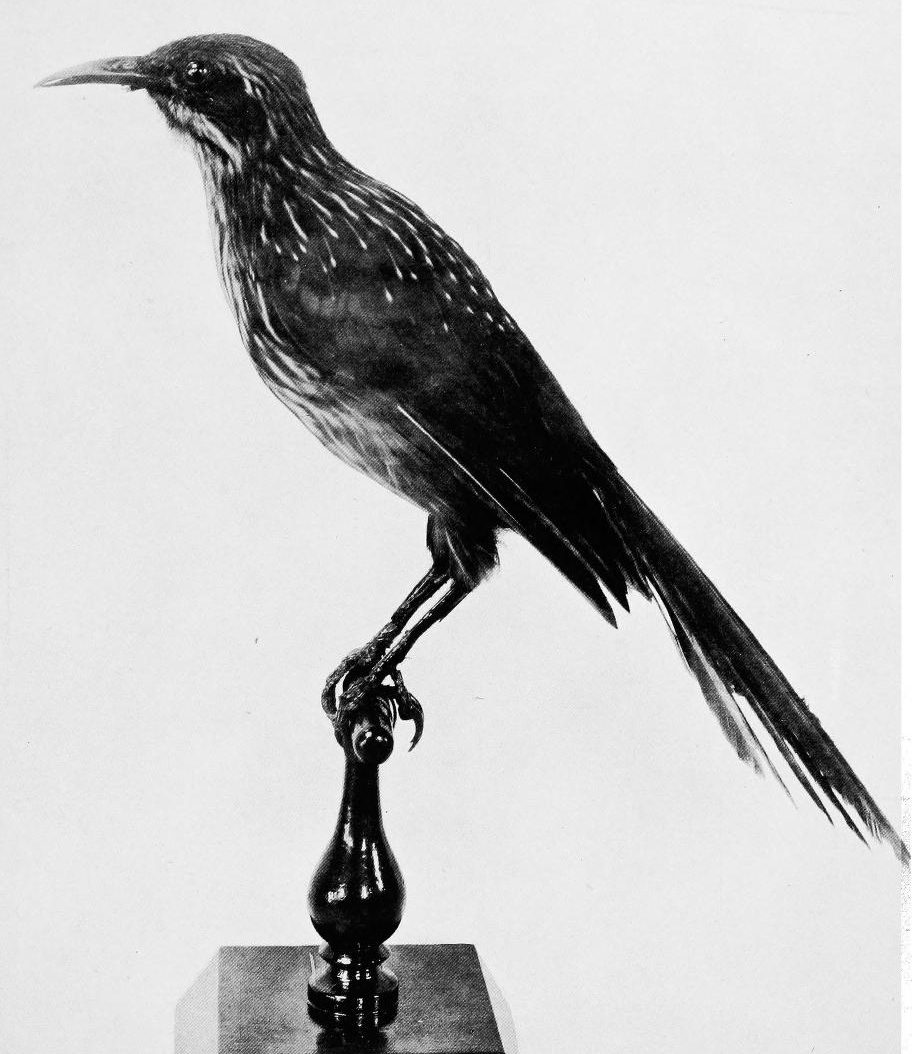
Esemplare impagliato.

Tutti gli esemplari attualmente disponibili provengono dalla regione del vulcano Kilauea, sull'isola di Hawaii, della quale questi uccelli popolavano la foresta pluviale montana.
Mentre le voci riguardanti l'esistenza di questa specie anche a Molokai sono probabilmente erronee e molto verosimilmente dovute al fatto che in lingua hawaiana il nome kioea indica anche il chiurlo di Tahiti, ritrovamenti subfossili ad Oahu sembrerebbero suggerire che popolazioni di questi uccelli o di specie molto affini siano vissute anche su quest'isola.

## Estinzione
L'olotipo del kioea venne catturato nel 1840 dai naturalisti americani Charles Pickering e Titian Peale: non più di 20 anni dopo, nel 1859 la specie veniva attestata in buon numero nell'area di Hilo, e tale rapporto rappresenta l'ultimo caso di avvistamento di kioea, il quale verosimilmente andò incontro all'estinzione poco dopo.
Poco si conosce circa i motivi della scomparsa di questa specie: già considerato raro dai locali, sebbene (a differenza dei moho) non fosse ricercato per le piume o cacciato per qualsiasi motivo, il kioea verosimilmente vide la propria consistenza numerica assottigliarsi sempre più a causa dell'alterazione dell'habitat da parte dei coloni e delle malattie portate dalle specie introdotte.
Attualmente ne rimangono solamente quattro esemplari conservati, conservati a Cambridge, nel Bishop Museum di Honolulu, alla Smithsonian Institution di Washington e all'American Museum of Natural History di New York.